# 佐々木精治郎
佐々木精治郎（ささき せいじろう、1885年（明治18年） - 1971年（昭和46年））は、日本の画家。岩手県江刺郡黒石村出身（現在の奥州市）。
ロサンゼルス美術学校、ニューヨーク美術学院を卒業し、帰国。それ以降も渡欧などを経て、多くの展覧会出品や個展を開催する。
パステル画を中心とした作品が特徴の画家。

## 人物
1885年、岩手県江刺郡黒石村（現：奥州市水沢黒石町）に７人兄弟の次男として生まれる。黒石村博文尋常小学校に入学、前沢尋常高等小学校に進む。
1901年、岩手県胆沢郡水沢町の農業補習学校入学。1902年、岩手県立農学校（現：岩手県立盛岡農業高等学校）入学。1905年、19歳で同校を卒業し、黒石に帰り黒石農業補習学校の雇いとなる。同年20歳の時に機械化農業を学ぶために当時300円の資金を持って渡米。しかし、事業を失敗したことを機に画家への道を歩み始め、農業手伝い、皿洗い等で美術学校入学の資金作りを始める。
1909年、24歳でロサンゼルス美術学校に入学。このころから常に紙とペンを持ち歩き、行く先々でよくスケッチをしており、そのスケッチは現在にも250枚以上残されている。
1914年、29歳でロサンゼルス美術学校を卒業。卒業証書には肖像画を学び、優秀な成績であったことが記載されている。同地で個展を開催。
1916年ニューヨークへ行き、ナショナル・アカデミー、アート・スチューデンツ・リーグで学び、1919年に同校を卒業。12月帰国。
1920年、35歳のとき、七光社主催で第１回帰国個展。主として黒石在住の人を中心に肖像画を制作。七光社は岩手の芸術団体で、その仲間と正法寺を見学した時の様子などを記した「七光祭詣の記」は新聞連載も行われた。
39歳で九州福岡市で個展開催、42歳で盛岡個展開催後、1927年渡欧。パリ留学の夢を果たすため、42歳でフランスに旅立つ。当地では、スペイン人の先生につき、主にモデルを雇って裸婦の研究に没頭した。
1928年サロン・ドートンヌ、サロン・ド・フランセイに出品。翌年もサロン・ドートンヌに出品。
1928年、日本美術大展覧会に、1929年パリ1回展に風景画や裸婦を出品。
1930年に帰国し、各地で個展を開催。1933年には日動画廊でパステル画展を開催。
1941年、岩手県水沢市（現：岩手県奥州市）で個展、岩手美術連盟結成に力を尽くす。
1943年、58歳の時、従軍画家として渡支。
1971年、86歳の時、東京都世田谷区豪徳寺の自宅で没す。